# Michael Mio Nielsen
Michael Mio Elmerdahl Nielsen (født 11. februar 1965) er en tidligere dansk fodboldspiller, der spillede det meste af sin professionelle karriere i F.C. København.

## Karriere
Mio gik fra barndomsklubben Albertslund IF til BK Frem i 1988. Han blev i 1992 solgt til den franske klub Lille OSC efter en fremragende sæson og en brandkamp på Frederiksberg stadion, hvor Frem besejrede KB med 5-0 og han-fik det sjældne 7-tal på Ekstrabladets rangliste. Han fik næsten 3 år i det franske, inden Frem lejede ham, men han kunne ikke medvirke til at Frem undgik nedrykningen, men han fik personlig succes og blev udtaget til ligalandsholdets rejse til USA.
Efter Frem`s manglende oprykning i 1993 var han i dialog med Brøndby IF, der dog ikke kunne skrive kontrakt med ham, grundet klubbens økonomiske udfordringer på det tidspunkt, og han valgte F.C. København, hvor han spillede som amatør, indtil klubben var blevet overbevist om hans kvaliteter. Michael Mio Nielsen opnåede 231 superligakampe for F.C. København, hvilket på daværende tidspunkt var rekord. Han opnåede i alt 314 kampe for klubben inklusive pokalkampe og internationale kampe.
Han spillede én officiel landskamp for Danmark; startede inde i ligalandsholdets kamp den 30. januar 1993 på Sun Devil Stadium i Phoenix, Arizona mod USA. Kampen sluttede 2-2. Han blev på grund af en skade, udskiftet med en anden debutant Stig Tøfting. Har efter karrieren spillet på DBUs uofficielle oldboyslandshold.
Han var efter karrierestop syv år på posten som Teamchef for F.C. Københavns Superligahold, hvorefter han som Manager, fra 2008, stod i spidsen for opbygning og ledelse klubbens ungdomsakademi FC Copenhagen School of Excellence.
I oktober 2016 blev han sammen med René Henriksen midlertidigt udpeget som trænerduo for efterårets sidste fire kampe.
Han blev 1. marts 2017 ansat som talentchef i Fremad Amager og fra august 2017 desuden som sportschef i klubben. Han stoppede igen 2. august 2018.